# Haile Selassie Alemayehu
Haile Selassie Alemayehu – etiopski piłkarz grający na pozycji obrońcy. W swojej karierze grał w reprezentacji Etiopii.

## Kariera reprezentacyjna
W 1976 roku Alemayehu został powołany do reprezentacji Etiopii na Puchar Narodów Afryki 1976. Wystąpił na nim w trzech meczach grupowych: z Ugandą (2:0), z Gwineą (1:2) i z Egiptem (1:1).